# Pablo Forlán
Pablo Justo Forlán Potosi (także Pablo Justo Forlán Lamarque) (14 lipca 1945) – piłkarz urugwajski, obrońca, stoper. Wzrost 184 cm, waga 79 kg. Ojciec Diego Forlána oraz zięć Juana Carlosa Corazzo. Jego ojcem był Irlandczyk, natomiast matka była Urugwajką o hiszpańskich korzeniach.
Jako piłkarz klubu CA Peñarol wziął udział razem z reprezentacją Urugwaju w finałach mistrzostw świata w 1966 roku, gdzie Urugwaj dotarł do ćwierćfinału. Forlán nie zagrał w żadnym ze spotkań.
Wciąż jako gracz Peñarolu wziął udział w Copa América 1967, gdzie Urugwaj zdobył mistrzostwo Ameryki Południowej. Forlán zagrał w dwóch meczach – z Chile i Argentyną (zawsze wchodząc w drugiej połowie meczu za Héctora Cingunegui).
Będąc piłkarzem brazylijskiego klubu São Paulo wziął udział w finałach mistrzostw świata w 1974 roku. Urugwaj odpadł już w fazie grupowej, ale Forlán wystąpił tym razem we wszystkich trzech meczach – z Holandią, Bułgarią i Szwecją.
Od 19 czerwca 1966 do 8 kwietnia 1976 rozegrał w reprezentacji Urugwaju 17 meczów.
Forlán grał w klubach Urugwaju i Brazylii – w latach 1963–1970 był piłkarzem Peñarolu, skąd przeszedł do São Paulo (1970-1976). Po krótkich epizodach w Cruzeiro EC i Nacionalu zakończył karierę w Defensorze. Siedmiokrotnie był mistrzem Urugwaju (w 1964, 1965, 1967, 1968, 1978, 1980 i 1982). Wraz z Peñarolem wygrał Copa Libertadores 1966, a w Pucharze Interkontynentalnym przyczynił się do zwycięstwa nad madryckim Realem. Jako piłkarz klubu São Paulo trzykrotnie zdobył mistrzostwo stanu (Campeonato Paulista) – w 1970, 1971 i 1975.